# Зельберхерр, Зигфрид
Зигфрид Зельберхерр (род. 3 августа 1955 года) — австрийский ученый в области микроэлектроники, профессор Института микроэлектроники Венского технического университета. Занимается исследованием и компьютерным моделированием физических явлений в микро- и наноэлектронных структурах.

## Биография
Окончил Венский технический университет по специальности «электротехника и электроника» в 1978 году. Защитил кандидатскую (нем. Doktor der technischen Wissenschaften) и докторскую (нем. Habilitation zum Dozenten) диссертации в 1981 и 1984 году соответственно. 
С 1988 года Зигфрид Зельберхерр является полным профессором Венского технического университета по специальности «Программное обеспечение и компьютерные технологии для микроэлектронных систем».Был приглашённым исследователем в Bell Labs. В период с 1996 по 2020 год профессор Зельберхерр являлся заслуженным лектором IEEE.
В период 1998—2005 годов занимал пост декана факультета электротехники и информационных технологий Венского технического университета. Более того, с 2001 по 2018 год он являлся членом и заместителем председателя наблюдательного совета ams, после чего он является научным советником совета. 
C 2004 — член консультативного совета Межвузовского департамента по агробиотехнологиям (IFA, Тульн-на-Дунае).
В течение многих лет возглавлял Институт микроэлектроники при Венском техническом университете. После 2016 года продолжает входить в состав руководства Института, но функция начальника перешла к Тибору Грассеру.

## Научная деятельность
За свою научную карьеру профессор Зельберхерр совместно со своими группами учёных и исследователей опубликовал более 400 журнальных статей и более 1200 статей в материалах конференций, из которых более 250 были приглашенным докладам. Кроме того, он опубликовал 3 моногпафии и соредактировал более 40 томов научных собраний сочинений, а также подготовил более 100 кандидатов и докторов наук. 
В ходе своей исследовательской деятельности разработал симулятор MINIMOS для исследования физических свойств полупроводниковых приборов на основе структур металл-диэлектрик-полупроводник, в котором, в частности, использовал модель подвижности носителей заряда, названную впоследствии его именем. Руководит многочисленными совместными научно-исследовательскими проектами в сотрудничестве с такими известными полупроводниковыми компаниями и финансово-научными учреждениями, как Австрийский научный фонд фундаментальных исследований (FWF), Исследовательская ассоциация имени Кристиана Допплера (CDG), Европейский исследовательский совет (ERC).

## Награды
- 2021: Заслуженный член Азиатско-Тихоокеанской ассоциации искусственного интеллекта, AAIA[1]
- 2021: Пожизненный член Института инженеров электротехники и электроники (IEEE)
- 2018: Награда Института инженеров электротехники и электроники имени Кледо Брунетти (IEEE)
- 2015: Медаль Франца Дингхофера, присуждаемая Институтом Дингхофера и вручаемая в Парламенте Австрии
- 2014: Почётный знак Болгарской Академии Наук Марин Дринов с лентой[2]
- 2013: Действительный член Европейской академии
- 2011: Почётный орден Серебряный Командорский Крест за выдающиеся заслуги перед землёй Нижняя Австрия (англ. Silver Commander’s Cross of the Order of Merit for Distinguished Service for the Federal Province of Lower Austria)
- 2009: Инициативный научный проект Европейского исследовательского совета[3]
- 2006: Почетный доктор Университета города Ниш
- 2005: Знак Почёта за заслуги перед Австрийской Республикой — Офицерский Крест (англ. Grand Decoration of Honour for Services to the Republic of Austria)
- 2004: Действительный член Европейской академии наук и искусств (англ. Full Member of the European Academy of Sciences and Arts)
- 2001: Премия имени Эрвина Шредингера от Австрийской академии наук (англ. Austrian Academy of Sciences)
- 1994: Медаль Вильгельма Экснера от Австрийской ассоциации торговли (англ. Austrian Association for Small and Medium-sized Enterprises)
- 1993: Заслуженный член Института инженеров электротехники и электроники (IEEE)
- 1986: Премия Австрийского компьютерного общества (англ. Austrian Computer Society) имени Хайнца Цеманека
- 1983: Премия Венского технического университета имени др. Эрнста Ферера

## Основные публикации

### Журнальные статьи
- L. Filipovic, S. Selberherr. Thermo-Electro-Mechanical Simulation of Semiconductor Metal Oxide Gas Sensors., Materials, Vol.12, No.15, pp. 2410-1–2410-37, 2019, doi:10.3390/ma12152410.

- V. Sverdlov, S. Selberherr. Silicon Spintronics: Progress and Challenges., Physics Reports, Vol.585, pp. 1–40, 2015, doi:10.1016/j.physrep.2015.05.002.

- H. Ceric, S. Selberherr. Electromigration in Submicron Interconnect Features of Integrated Circuits., Materials Science and Engineering R, Vol.71, pp. 53–86, 2011, doi:10.1016/j.mser.2010.09.001.

- V. Sverdlov, E. Ungersboeck, H. Kosina, S. Selberherr. Current Transport Models for Nanoscale Semiconductor Devices., Materials Science and Engineering R, Vol.58, No.6-7, pp. 228–270, 2008, doi:10.1016/j.mser.2007.11.001.

- T. Grasser, T.-W. Tang, H. Kosina, S. Selberherr. A Rewiew of Hydrodynamic and Energy-Transport Models for Semiconductor Device Simulation., Proceedings of the IEEE, Vol.91, No.2, pp. 251–274, 2003, doi:10.1109/JPROC.2002.808150.

- S. Selberherr, A. Schütz, H. Pötzl. MINIMOS — A Two-Dimensional MOS Transistor Analyzer., IEEE Trans.Electron Devices, Vol.ED-27, No.8, pp. 1540–1550, 1980, doi:10.1109/T-ED.1980.20068.

### Книги
- M. Nedjalkov, I. Dimov, S. Selberherr. Stochastic Approaches to Electron Transport in Micro- and Nanostructures, Birkhäuser, Basel, ISBN 978-3-030-67916-3, 214 страниц, 2021, doi:10.1007/978-3-030-67917-0.

- R. Klima, S. Selberherr. Programmieren in C, 3. Auflage, Springer-Verlag, Wien-New York, ISBN 978-3-7091-0392-0, 366 страниц, 2010, doi:10.1007/978-3-7091-0393-7.

- J.W. Swart, S. Selberherr, A.A. Susin, J.A. Diniz, N. Morimoto. (Eds.) Microelectronics Technology and Devices, The Electrochemical Society, ISBN 978-1-56677-646-2, 661 страниц, 2008.

- T. Grasser, S. Selberherr. (Eds.) Simulation of Semiconductor Processes and Devices, Springer-Verlag, Wien-New York, ISBN 978-3-211-72860-4, 460 страниц, 2007, doi:10.1007/978-3-211-72861-1.

- F. Fasching, S. Halama, S. Selberherr. (Eds.) Technology CAD Systems, Springer-Verlag, Wien-New York, ISBN 978-3-7091-9317-4, 309 страниц, 1993, doi:10.1007/978-3-7091-9315-0.

- S. Selberherr. Analysis and Simulation of Semiconductor Devices, Springer-Verlag, Wien-New York, ISBN 978-3-7091-8754-8, 294 страниц, 1984, doi:10.1007/978-3-7091-8752-4.

## Список литературы
1. ↑  Asia-Pacific Artificial Intelligence Association, AAIA. Дата обращения: 17 декабря 2021. Архивировано 6 января 2022 года.
2. ↑  Bulgarische Akademie der Wissenschaften ehrt Siegfried Selberherr. Дата обращения: 20 ноября 2019. Архивировано 19 сентября 2020 года.
3. ↑  ERC Advanced Grant 'MOSILSPIN'. Дата обращения: 20 ноября 2019. Архивировано 17 декабря 2021 года.